# Thiruvallur (distrikt)
Thiruvallur är ett distrikt i Indien.   Det ligger i delstaten Tamil Nadu, i den södra delen av landet, 1 700 km söder om huvudstaden New Delhi. Antalet invånare är 3 728 104.
Följande samhällen finns i Thiruvallur:
- Ambattūr
- Tiruvottiyūr
- Tiruvallur
- Thiruthani
- Kattivākkam
- Porur
- Manali
- Ponneri
- Mīnjūr
- Nāravārikuppam
- Gummidipundi
- Chinnasekkadu
- Puduvāyal
- Vellānūr
- Pennalūrpet
- Vellivāyal